# 棚次隆
 棚次 隆 （たなつぐ たかし）は、日本のテレビプロデューサー。元日本テレビ放送網チーフプロデューサー、古舘プロジェクト常務取締役プロデューサーを経て現在、フリーランス。麻布高等学校、慶應義塾大学卒業。
日本テレビ時代は、プロデューサー以外にも編成局業務部長、編成局次長、コンテンツ事業局長、NTVインターナショナル (NewYork) 副社長、IT企業・B-BAT（NTTとの合弁企業）社長などを歴任した。

## 制作担当番組

### 過去

#### 日本テレビ時代の担当番組
ディレクター
- サンデーヒットパレード
- 紅白歌のベストテン
- ザ・トップテン
- 金曜10時!うわさのチャンネル!!
- 金曜娯楽館
- いい加減にします!
- マイケル・ジャクソン・ライブ（1984年）
- ローリング・ストーンズ・ライブ（1990年）

演出・プロデューサー
- 今夜は最高!（ディレクター→2代目プロデューサー）
- 爆風スランプのお店

チーフプロデューサー
- とんねるずの生でダラダラいかせて!!
- ウリナリ!!（初代CP）
- WIN
- 進め!電波少年
- 進ぬ!電波少年
- 雷波少年
- おしゃれカンケイ
- メレンゲの気持ち

制作
- 全国高等学校クイズ選手権（第20回）

#### 古舘プロジェクト時代の担当番組
- ザ・クイズマンショー（テレビ朝日）

#### フリーランスとしての担当番組
- 堺でございます（BSフジ）